# Wiener Würstchen

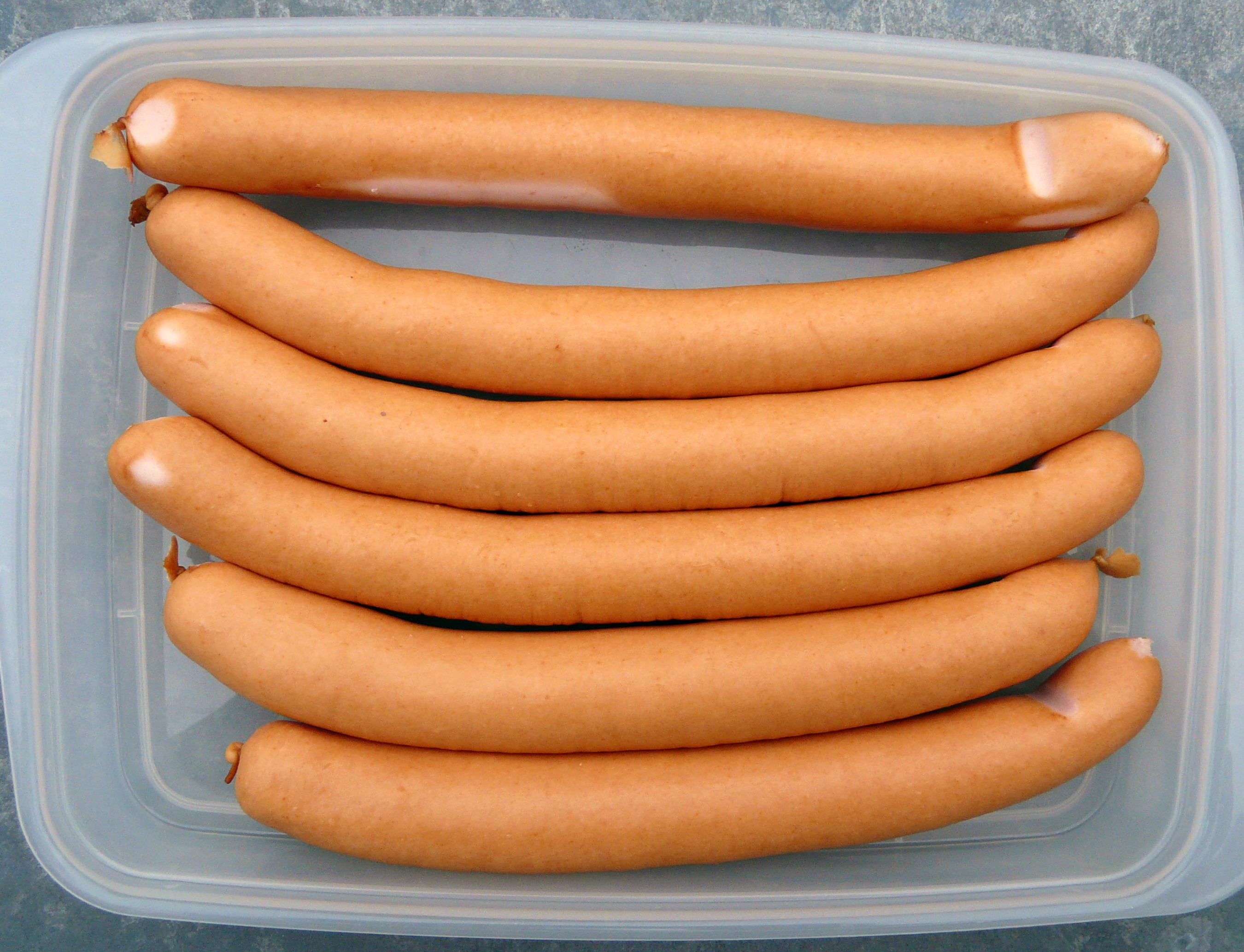
Wiener Würstchen

Als Wiener Würstchen (kurz Wiener, Schweizer Hochdeutsch Wienerli), Krenwürstchen, Frankfurter Würstl (österreichisch und Niederlande, meist Frankfurter), schwäbisch Saiten oder Wienerle, im Passauer Raum Thurner-Würstl oder kurz Thurner bezeichnet man eine dünne Brühwurst im Saitling. Sie ist eine Abwandlung des Frankfurter Würstchens und wird im Gegensatz zu diesem aus Rind- und Schweinefleisch hergestellt.
Verzehrt werden Wiener Würstchen sowohl kalt als auch warm. Zum Erwärmen werden sie nicht gekocht, sondern nur etwa acht Minuten in heißem Wasser erhitzt, da die Wursthaut sonst schnell aufplatzt, was sich stark negativ auf den Geschmack auswirkt.

## Begriff
In Österreich wird mit Wiener eine pikante Schnittwurst bezeichnet, während die Wiener Würstchen Frankfurter genannt werden. In der Gastronomie, besonders im Wiener Kaffeehaus, ist es auch gebräuchlich, schlicht Würstel zu bestellen, wenn Frankfurter Würstchen gemeint sind. Werden diese mit dem Saft von Rindsgulasch serviert, in dem sie eingelegt wurden, heißen sie Würstel mit Saft, wobei dann das eine oder andere Stückchen Gulaschfleisch mitserviert sein kann. Dazu wird meist eine Semmel gereicht, mitunter auch ein Salzstangerl oder Schwarzbrot, was nach österreichischer Landessitte dem Gast extra verrechnet wird. Ein einzeln serviertes Würstchen wird Einspänner genannt.
In Südwestdeutschland, wo sie oft zu Linsen mit Spätzle gereicht werden, heißen sie Saitenwurst (nach Saite = dünner Darm; oft auch nur als Saiten bezeichnet), werden jedoch in manchen Gegenden auch Wienerle genannt. In Nordamerika sagt man überwiegend Wiener bzw. Viennas, aber auch Frankfurter oder Franks zu dieser Wurst. In Touristenregionen Italiens, Spaniens und Frankreichs werden sie Wu(e)rstel genannt. In der französischen Region Elsass werden sie „Knack“ genannt.
Ein normales Wiener Würstchen wiegt etwa 50–70 Gramm. Längere Wiener Würstchen mit etwa 25 Zentimeter werden auch als Sacherwürstel bezeichnet und haben etwa 85–90 Gramm. Beide Sorten werden üblicherweise paarweise serviert. Kleinere Tee- oder Cocktailwürstel haben etwa 30 Gramm. Meraner Würstchen schmecken etwas würziger und enthalten Schinkenstücke.

## Geschichte
Der Streit um den Ursprung der Würstchen ist alt: In Frankfurt am Main kennt man die Frankfurter Würstchen angeblich seit dem Mittelalter.

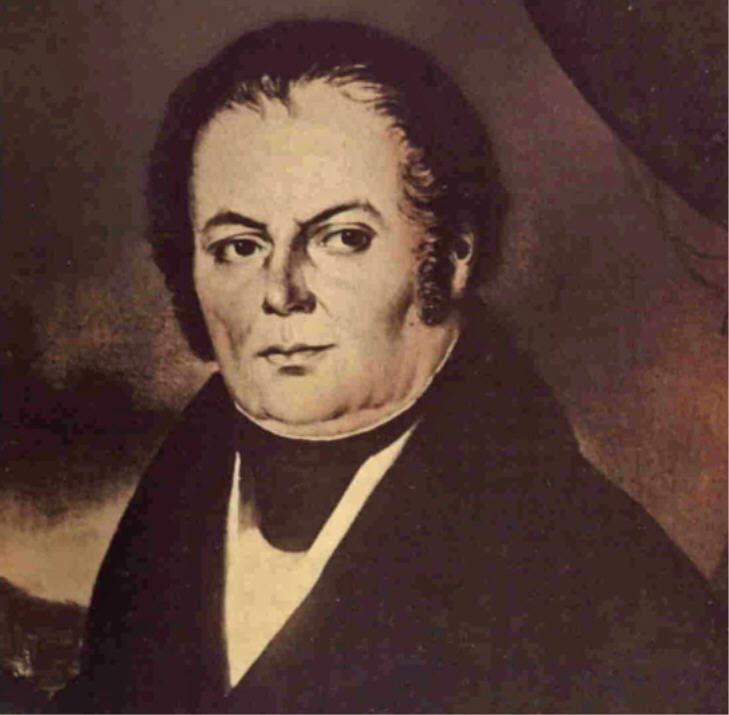
Johann Georg Lahner

Andererseits hatte Johann Georg Lahner (1772–1845), ein aus Frankfurt nach Wien eingewanderter Metzger, ebendort mit einer „Frankfurter“ genannten Würstchenvariante großen Erfolg, die sich von dort im Lauf des 19. Jahrhunderts stetig verbreitete. Lahner stammte aus Gasseldorf in der Fränkischen Schweiz. Er lernte das Metzgerhandwerk in Frankfurt. Anfang des 19. Jahrhunderts zog er nach Wien und bot ab 15. Mai 1805 in seiner in der heutigen Neustiftgasse Nummer 111 gelegenen, ein Jahr zuvor eröffneten Selcherei seine Würstchen an, allerdings mit leicht veränderter Rezeptur durch die Beigabe von Rindfleisch (heute oft ca. 30 % Anteil). Zu jener Zeit waren zwar in Frankfurt die Schweine- und Rindermetzger noch streng getrennt, in Wien aber nicht, weswegen Lahner die Frankfurter Würstchen auf diese Weise herstellen konnte.
Diese Geschichte ist die Darstellung der Familie Lahner. Das österreichische Appetit-Lexikon aus dem Jahr 1894 erwähnt Lahner nicht, sondern schreibt: „Frankfurter Würstchen aus gehacktem Schweinefleisch in fingerstarken Hammeldärmen sind eine Errungenschaft des 19. Jahrhunderts, die um 1840 aus Süddeutschland nach Wien kam.“ Rindfleisch wird dort nicht erwähnt. Sie wurden im 19. Jahrhundert in Österreich vorzugsweise mit Kren als Imbiss zum Bier gegessen. In einem Wiener Roman, der 1868 erschien, ist von „Würstl mit Kren“ die Rede, die „überall als Wiener Würste verkauft werden“. Ein Rezept „Wiener Würste“, die zu gleichen Teilen aus magerem Schweinefleisch und Schweinefett hergestellt werden, findet sich bereits 1840 in einem Kölner Kochbuch.
Nach der 1886 erschienenen „Systematik der Kochkunst“ bestehen „Wiener Würstchen“ vorrangig aus magerem Rindfleisch, denen etwas „Wiener Wurstschmalz“ hinzugefügt wird. Dagegen enthalten „Frankfurter Würste“ vorrangig mageres Schweinefleisch, dem etwas Kalb- oder Rindfleisch hinzugefügt wird.

## Lebensmittelrecht
Im Codex Alimentarius Austriacus fallen sie unter die Kategorie B.4.2.1 – Brätwürste und sind Verkehrsbezeichnungen. Da Sacherwürstel eine allgemeine Gattungsbezeichnung ist, kann diese jeder verwenden, aber laut Spruch des OGH darf nur das Hotel Sacher die Zusätze „echt“ oder „original“ verwenden. Im Codex werden sie näher als „Sorte 1 a) Frankfurter und andere Würstel mit hervorhebender Bezeichnung“ und Sorte 1 b) „Frankfurter, Wiener Würstel, Sacher-, Tee-, Cocktailwürstel und andere Würstel“ eingeteilt. Überdies werden dort drei grundsätzliche Rezepturen beschrieben.
In das Brät eines Frankfurter Würstchens kommen verschiedene Teile Rindfleisch, Kalbfleisch oder Schweinefleisch der Klasse I, Speck der Klasse II, Wasser in Form von Eisschnee, damit sich das Gut beim maschinellen Kuttern nicht zu sehr erhitzt, und bei Standard-Frankfurtern noch Kartoffelstärke hinzu.
Rindfleisch der Klasse I besteht zu 8 % aus Fett und kann folgende Rinderteile enthalten, die jeweils grob von Sehnen befreit sein müssen: Schlegel oder Keule (bei der Wiener Teilung des Rindes als Knöpfel bezeichnet) ohne Wadschinken, Roastbeef (Beiried) und das Hauptteil der Schulter (Dicke Schulter). Schweinefleisch der Klasse I besteht aus 10 % Fett und kann folgende Schweineteile enthalten: Muskelfleisch vom Hinterschenkel (Schlögel), der Schulter, dem Rippenstück (Karree) und dem Schweinenacken (Schopfbraten) grob entsehnt ohne Eisbeinfleisch (Stelzenfleisch). Der Speck Klasse II ist ohne Rückenspeck und ohne Schwarte und besteht zu 80 % aus Fett.
Für Frankfurter mit hervorhebender Bezeichnung mischt man 47 Teile Fleisch der Klasse I, 23 Teile Speck der Klasse II und 30 Teile Wasser zusammen. Für normale Frankfurter existieren zwei Rezepte. Beim ersten mischt man 42 Teile Fleisch der Klasse I, 25 Teile Speck der Klasse II und 33 Teile Wasser. Beim zweiten mischt man 41 Teile Fleisch der Klasse I und 30 Teile Speck der Klasse II mit 29 Teilen Wasser. Bei beiden kommt jeweils ein Teil Kartoffelstärke hinzu. Je nach Betrieb kann die Auswahl der Fleischteile spezieller sein und es kommen Gewürzmischungen hinzu. Üblicherweise wird Rind- und Schweinefleisch verwendet, reine Rinder-Frankfurter werden extra so bezeichnet. Aus demselben Grund gibt es auch eine immer größere Auswahl an Puten- und Geflügel-Frankfurtern.
Auf Grund der enthaltenen Pökelsalze sollten diese Brühwürste nicht stark erhitzt werden (z. B. grillen oder braten), da bei Temperaturen über 140 Grad eine Nitrosaminbildung, die unter Krebsbildungsverdacht steht, möglich ist.